# Eric Rudolph
Eric Robert Rudolph (Merritt Island, 19 de setembro de 1966), também conhecido como o causador do atentado ao Centennial Olympic Park, é um americano radical de extrema-direita descrito pelo FBI como um terrorista. Ele cometeu uma série de atentados em todo o sul dos Estados Unidos que mataram duas pessoas e feriram pelo menos outras 150 pessoas.
Rudolph afirmou que os bombardeios foram parte de uma campanha de guerrilha contra o aborto e a "agenda homossexual". Ele passou anos como fugitivo do FBI - na lista Ten Most Wanted (os dez mais procurados) até que ele foi capturado em 2003. Em 2005, Rudolph se declarou culpado de várias acusações de homicídio federais e estaduais e aceitou cinco penas de prisão perpétua consecutivas em troca de evitar um julgamento e uma sentença de morte em potencial.
Rudolph estava conectado com o movimento de supremacia branca da identidade cristã, embora negasse que seus crimes tivessem motivações religiosas ou raciais.

## Início de vida
Rudolph nasceu em Merritt Island, na Flórida. Depois que seu pai, Robert, morreu em 1981, ele se mudou com sua mãe e irmãos para Nantahala, no Condado de Macon, no oeste da Carolina do Norte. Ele frequentou o nono ano na Escola Nantahala, mas desistiu depois daquele ano e trabalhou como carpinteiro com seu irmão mais velho, Daniel. Quando Rudolph tinha 18 anos, ele passou um tempo com sua mãe em um complexo da Identidade Cristã no Missouri conhecido como a Igreja de Israel.
Depois que Rudolph recebeu seu GED, ele se alistou no exército dos EUA, passando por treinamento básico em Fort Benning, na Geórgia. Ele foi dispensado em janeiro de 1989, enquanto servia na 101ª Divisão Aerotransportada de Fort Campbell, no Kentucky, devido ao uso de maconha. Em 1988, no ano anterior à sua dispensa, Rudolph havia frequentado a Escola de Assalto Aéreo em Fort Campbell. Ele alcançou o posto de especialista / E-4.

## Atentados

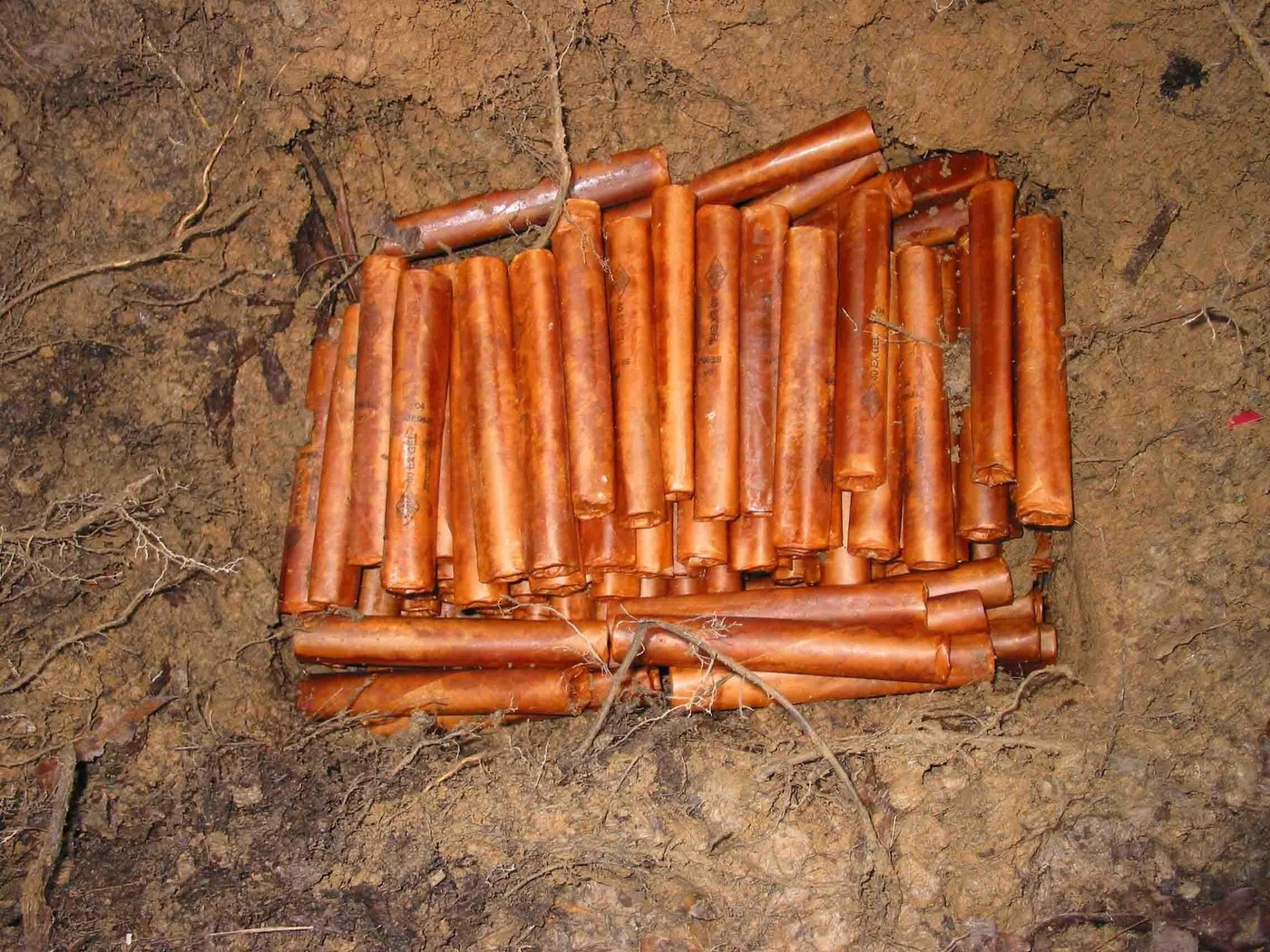
dinamites escondidas de Rudolph descobertas pelo FBI em 2005.

Aos 29 anos, Rudolph foi o autor do atentado ao Centennial Olympic Park em Atlanta, ocorrido em 27 de julho de 1996, durante os Jogos Olímpicos de 1996. Ele chamou a polícia, alertando sobre a bomba antes de detonar. A explosão matou a espectadora Alice Hawthorne e feriu outras 111 pessoas. Melih Uzunyol, cinegrafista turco, que correu para o local após a explosão, morreu de ataque cardíaco. O motivo de Rudolph para os atentados, de acordo com sua declaração de 13 de abril de 2005, foi político:
No verão de 1996, o mundo convergiu para Atlanta nos Jogos Olímpicos. Sob a proteção e os auspícios do regime em Washington, milhões de pessoas vieram celebrar os ideais do socialismo global. Corporações multinacionais gastaram bilhões de dólares e Washington organizou um exército de segurança para proteger esses melhores jogos. Mesmo que a concepção e o propósito do chamado movimento olímpico seja promover os valores do socialismo global como perfeitamente expressos na canção "Imagine", de John Lennon, que foi o tema dos Jogos de 1996 - mesmo que o propósito das Olimpíadas seja promover esses ideais, o objetivo do ataque de 27 de julho foi confundir, irritar e constranger o governo de Washington aos olhos do mundo por sua abominável sanção do aborto sob demanda. O plano era forçar o cancelamento dos jogos, ou pelo menos criar um estado de insegurança para esvaziar as ruas em torno dos locais e, assim, comer nas vastas quantias de dinheiro investidas.
O alerta de Rudolph fez com que Richard Jewell, guarda de segurança do Centennial Olympic Park, se envolvesse no bombardeio. Apesar de ter sido inicialmente saudado como herói por ter sido o primeiro a identificar o dispositivo explosivo de Rudolph e a ajudar a limpar a área, Jewell ficou sob suspeita de participar do atentado alguns dias após o incidente, quando ficou sob suspeita do FBI por envolvimento no local do crime, tornando-se o principal suspeito e uma notícia internacional. 
Rudolph também confessou três outros atentados: uma clínica de aborto no subúrbio de Sandy Springs, em Atlanta, em 16 de janeiro de 1997; o Otherside Lounge of Atlanta, um bar de lésbicas, em 21 de fevereiro de 1997, ferindo cinco; e uma clínica de aborto em Birmingham, Alabama, em 29 de janeiro de 1998, matando o policial de Birmingham e guarda de segurança da clínica Robert Sanderson, e ferindo gravemente a enfermeira Emily Lyons. As bombas de Rudolph continham pregos que agiam como estilhaços.

## Fugitivo

Rudolph na lista dos dez mais procurados do FBI.

Rudolph foi identificado pela primeira vez como suspeito no bombardeio do Alabama pelo Departamento de Justiça em 14 de fevereiro de 1998, seguindo as dicas de duas testemunhas, Jeffrey Tickal e Jermaine Hughes. Tickal e Hughes observaram Rudolph saindo da cena e notaram sua aparência e placa de caminhão. Ele foi nomeado como suspeito nos três incidentes de Atlanta em 14 de outubro de 1998. 
Em 5 de maio de 1998, ele se tornou o 454º fugitivo listado pelo FBI na lista dos dez mais procurados. O FBI considerou-o armado e extremamente perigoso, e ofereceu uma recompensa de US $ 1 milhão por informações que levassem diretamente à sua prisão. Ele passou mais de cinco anos no deserto dos Apalaches como um fugitivo, durante o qual as equipes de busca federais e amadoras vasculharam a área sem sucesso. 
A Liga Antidifamação observou que "conversas extremistas na Internet elogiaram Rudolph como 'um herói' e alguns seguidores de grupos de ódio estão pedindo que mais atos de violência sejam modelados após os atentados que ele é acusado de cometer".
A família de Rudolph apoiou-o e acreditou que ele era inocente de todas as acusações. Eles foram colocados sob intenso questionamento e vigilância. Em 7 de março de 1998, o irmão mais velho de Rudolph, Daniel, filmou-se cortando sua mão esquerda com uma serra de braço radial para, em suas palavras, "enviar um mensagem ao FBI e à mídia. " A mão foi recolocada com sucesso pelos cirurgiões. De acordo com os escritos de Rudolph, ele sobreviveu durante seus anos como fugitivo acampando na Floresta Nacional de Pisgah, perto do condado da Transilvânia, reunindo bolotas e salamandras, furtando legumes dos jardins, roubando grãos de um silo de grãos e invadindo lixeiras em uma cidade próxima.

## Detenção e confissão de culpa

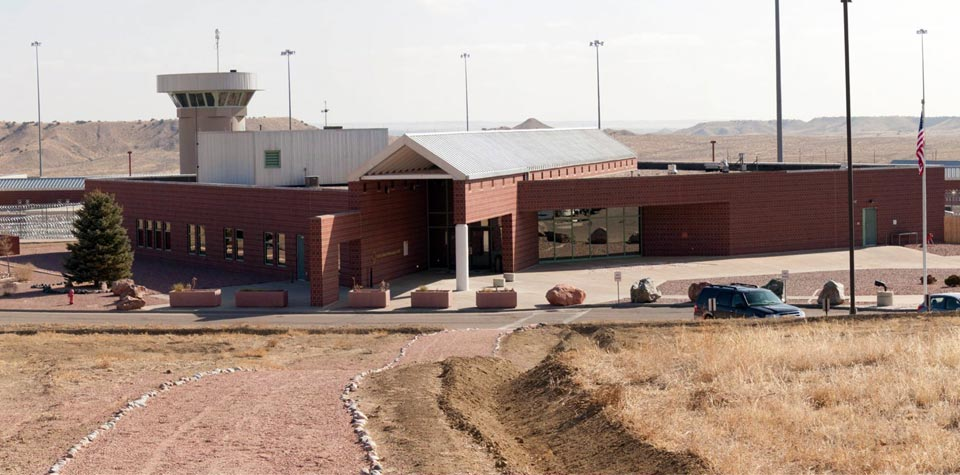
Penitenciária de segurança máxima ADX Florence no Colorado, onde Rudolph está preso.

Rudolph foi preso em Murphy, Carolina do Norte, em 31 de maio de 2003, pelo policial novato Jeffrey Scott Postell, do Departamento de Polícia de Murphy, enquanto Rudolph olhava por uma lixeira por volta das 4 da manhã; Postell, em patrulha de rotina, inicialmente suspeitara de um roubo em andamento. 
Rudolph estava desarmado e não resistiu à prisão. Quando preso, ele estava barbeado com um bigode aparado, tingia cabelos negros e usava uma jaqueta de camuflagem, roupas de trabalho e tênis novos. Autoridades federais o acusaram em 14 de outubro de 2003. Rudolph foi inicialmente defendido pelo advogado Richard S. Jaffe. Depois que Jaffe se retirou, ele foi representado por Judy Clarke. 
Em 8 de abril de 2005, o Departamento de Justiça anunciou que Rudolph havia concordado com uma barganha sob a qual ele se declararia culpado de todas as acusações pelas quais foi acusado em troca de evitar a pena de morte. O acordo foi confirmado depois que o FBI encontrou 250 libras (110 kg) de dinamite que ele escondeu nas florestas da Carolina do Norte. Sua revelação dos esconderijos da dinamite era uma condição de seu acordo de confissão. Ele fez seus pedidos pessoalmente nos tribunais de Birmingham e Atlanta em 13 de abril. 
Rudolph divulgou uma declaração explicando suas ações; ele racionalizou os atentados como servindo à causa do ativismo antiaborto e anti-gay. Em sua declaração, ele afirmou que ele "privou o governo de sua meta de me condenar à morte", e que "o fato de eu ter entrado em acordo com o governo é puramente uma escolha tática de minha parte e de modo algum legitima a autoridade moral do governo para julgar este assunto ou imputar minha culpa ". Os termos do acordo judicial eram que Rudolph seria condenado a quatro mandatos consecutivos de vida. Ele foi oficialmente sentenciado em 18 de julho de 2005, a duas sentenças consecutivas de prisão perpétua sem possibilidade de liberdade condicional pelo assassinato em 1998 de um policial. Ele foi condenado por seus vários atentados a bomba em Atlanta em 22 de agosto de 2005, recebendo duas sentenças consecutivas de prisão perpétua. Nesse mesmo dia, Rudolph foi enviado para a prisão federal ADX Florence Supermax. O número de detento de Rudolph é 18282-058. Como outros internos do Supermax, ele gasta 22 horas e meia por dia sozinho em sua cela de concreto de 80 pés quadrados (7,4 m 2).

## Motivações
Rudolph deixou claro em sua declaração escrita e em outros lugares que o objetivo dos atentados era lutar contra o aborto e a "agenda homossexual". Ele considerou o aborto como assassinato, o produto de uma "festa podre do materialismo e autoindulgência"; portanto, ele acreditava que seus praticantes mereciam a morte e que o governo dos Estados Unidos perdera sua legitimidade sancionando-a. Ele também considerou essencial resistir pela força "o esforço conjunto para legitimar a prática da homossexualidade", a fim de proteger "a integridade da sociedade americana" e "a própria existência de nossa cultura", cuja fundação é o "seio da família".
Após a prisão de Rudolph pelos atentados, o Washington Post informou que o FBI considerou que Rudolph tinha "uma longa associação com o movimento de Identidade Cristã, que afirma que os brancos do norte da Europa são os descendentes diretos das tribos perdidas de Israel, pessoas escolhidas por Deus". Identidade Cristã é uma religião nacionalista branca que sustenta a visão de que aqueles que não são cristãos brancos não podem ser salvos. No mesmo artigo, o Post informou que alguns investigadores do FBI acreditam que Rudolph pode ter escrito cartas que reivindicam a responsabilidade pelos atentados a boate e a clínicas de aborto em nome do Exército de Deus, um grupo que defende o uso da força para combater abortos e está associado à identidade cristã.
Em um comunicado divulgado depois que ele entrou em uma confissão de culpa, Rudolph negou ser um defensor do movimento Identidade Cristã, alegando que seu envolvimento equivalia a uma breve associação com a filha de um aderente da Identidade Cristã, posteriormente identificado como Pastor Daniel Gayman. Quando perguntado sobre sua religião, ele disse: "Eu nasci católico e, com perdão, espero morrer". Em outras declarações escritas, Rudolph citou passagens bíblicas e ofereceu motivos religiosos para sua oposição militante ao aborto.
Alguns livros e meios de comunicação retratam Rudolph como um "extremista de identidade cristã"; A Harper's Magazine referiu-se a ele como um "terrorista cristão". O programa de rádio On Point da NPR se referiu a ele como um "extremista de identidade cristã". O Voz da América informou que Rudolph poderia ser visto como parte de uma "tentativa de usar a fé cristã para tentar forjar uma espécie de pureza racial e social". Escrevendo em 2004, os autores Michael Shermer e Dennis McFarland viram a história de Rudolph como um exemplo de "extremismo religioso na América", advertindo que o fenômeno que ele representava era "particularmente potente quando reunido sob o guarda-chuva de grupos de milícias", que eles acreditam ter protegido Rudolph enquanto ele era um fugitivo. Rudolph rejeita todas as sugestões de que ele é racista ou tem motivações raciais. 
Em uma carta para sua mãe da prisão, Rudolph escreveu: "Muitas pessoas boas continuam me mandando dinheiro e livros. A maioria deles tem, é claro, uma agenda; na maioria cristãos nascidos de novo que querem salvar minha alma. Suponho que assume-se que, como estou aqui, devo ser um 'pecador' necessitando de salvação, e eles ficariam contentes em me vender uma passagem para o Céu. Eu aprecio sua caridade, mas eu poderia realmente passar sem a condescendência. Eles foram tão legais que eu odiaria dizer a eles que eu realmente prefiro Nietzsche à Bíblia." Apesar disso, Eric Rudolph afirma: "A verdade é que eu sou um cristão" Rudolph permaneceu impenitente por suas ações e, em uma declaração perante o tribunal, chamou seus atos contra os praticantes de aborto de um "dever moral". "Quando vou para uma cela de prisão para o resto da vida, sei que 'lutei uma boa luta, terminei meu curso, guardei a fé'", disse Rudolph, citando as escrituras.

## Escritos na prisão
Ensaios escritos por Rudolph que toleram a violência e a ação militante foram publicados na Internet por um ativista anti-aborto do Exército de Deus. Enquanto as vítimas afirmam que as mensagens de Rudolph constituem assédio e podem incitar à violência, de acordo com Alice Martin, promotora do distrito norte do Alabama, quando Rudolph foi processado pelo atentado no Alabama, a prisão pouco pode fazer para restringir sua publicação. "Um preso não perde sua liberdade de expressão", disse ela.
Conforme relatado em um artigo no blog de Alabama de 8 de abril de 2013, em fevereiro de 2013, com a ajuda de seu irmão, Lulu.com publicou o livro de Rudolph Between the Lines of Drift: The Memoirs of a Militant, e em abril de 2013, o Procurador-Geral dos EUA apreendeu US $ 200 para ajudar a pagar os US $ 1 milhão que Rudolph deve restituir ao estado do Alabama. O livro já foi republicado e foi disponibilizado através do site do Exército de Deus.